# Natação no Campeonato Europeu de Esportes Aquáticos de 2016 - 4x100 m livre feminino
A prova do revezamento 4x100 metros livre feminino da natação no Campeonato Europeu de Esportes Aquáticos de 2016 ocorreu no dia 16 de maio em Londres, no Reino Unido. 

## Calendário
| Fase          | Data       | Hora  |
| ------------- | ---------- | ----- |
| Eliminatórias | 16 de maio | 11:56 |
| Final         | 16 de maio | 19:18 |

Todos os horários estão no horário local (UTC+0)

## Recordes
Antes desta competição, os recordes eram os seguintes:
| Recorde mundial       | Austrália     | 3:30.98 | Glasgow   | 24 de julho de 2014 |
| Recorde europeu       | Países Baixos | 3:31.72 | Roma      | 26 de julho de 2009 |
| Recorde do campeonato | Países Baixos | 3:33.62 | Eindhoven | 18 de março de 2008 |

## Medalhistas
| Ouro                                                                                           | Prata                                                                              | Bronze                                                                    |
| Países Baixos · Maud van der Meer · Femke Heemskerk · Marrit Steenbergen · Ranomi Kromowidjojo | Itália · Silvia Di Pietro · Erika Ferraioli · Aglaia Pezzato · Federica Pellegrini | Suécia · Sarah Sjöström · Ida Marko-Varga · Ida Lindborg · Louise Hansson |

## Resultados

### Eliminatórias
Esses foram os resultados das eliminatórias. 
| Pos. | Bateria | Raia | Nacionalidade | Nadadoras | Tempo   | Notas |
| ---- | ------- | ---- | ------------- | --- | ------- | ----- |
| 1    | 1       | 1    | Países Baixos | Maud van der Meer (54.55) Marrit Steenbergen (54.49) Esmee Vermeulen (54.85) Femke Heemskerk (54.69)                     | 3:38.58 | Q     |
| 2    | 2       | 5    | Itália        | Erika Ferraioli (54.85) Aglaia Pezzato (54.91) Laura Letrati (55.27) Federica Pellegrini (54.18)                         | 3:39.21 | Q     |
| 3    | 2       | 6    | Dinamarca     | Mie Østergaard Nielsen (54.47) Julie Kepp Jensen (55.94) Sarah Bro (55.29) Pernille Blume (53.68)                        | 3:39.38 | Q     |
| 4    | 2       | 7    | França        | Mathilde Cini (55.18) Cloé Hache (54.95) Anna Santamans (55.17) Marie Wattel (55.96)                                     | 3:41.26 | Q     |
| 5    | 2       | 2    | Espanha       | Fatima Gallardo Carapeto (55.90) Marta Gonzalez Crivillers (54.96) Lidon Munoz Del Campo (55.92) Patricia Castro (54.79) | 3:41.57 | Q     |
| 6    | 1       | 6    | Suíça         | Maria Ugolkova (55.52) Sasha Touretski (56.23) Danielle Carmen Villars (55.33) Noemi Girardet (55.02)                    | 3:42.10 | Q     |
| 7    | 2       | 4    | Finlândia     | Fanny Teijonsalo (56.39) Hanna-Maria Seppälä (55.83) Lotta Nevalainen (55.96) Mimosa Jallow (54.98)                      | 3:43.16 | Q     |
| 8    | 2       | 1    | Suécia        | Louise Hansson (56.10) Ida Marko-Varga (54.98) Ida Lindborg (55.57) Nathalie Lindborg (56.60)                            | 3:43.25 | Q     |
| 9    | 1       | 4    | Reino Unido   | Harriet Cooper (55.45) Georgia Coates (56.30) Ellie Faulkner (56.40) Lucy Hope (55.52)                                   | 3:43.67 |       |
| 10   | 2       | 3    | Áustria       | Birgit Koschischek (55.58) Lisa Zaiser (56.12) Lena Kreundl (55.77) Julia Kukla (56.70)                                  | 3:44.17 |       |
| 11   | 1       | 5    | Bélgica       | Kimberly Buys (56.02) Juliette Dumont (56.39) Juliette Casini (56.15) Lotte Goris (55.66)                                | 3:44.22 |       |
| 12   | 1       | 7    | Turquia       | Ilknur Nihan Cakici (57.30) Esra Kuebra Kacmaz (56.56) Gizem Bozkurt (57.83) Ekaterina Avramova (57.14)                  | 3:48.83 |       |
| 13   | 1       | 2    | Estónia       | Kertu Ly Alnek (56.97) Tess Grossmann (57.34) Margaret Markvardt (58.13) Alina Kendzior (58.46)                          | 3:50.90 |       |
| 14   | 2       | 8    | San Marino    | Elisa Bernardi (1:00.60) Elena Giovannini (59.94) Martina Ceccaroni (59.92) Sara Lettoli (59.26)                         | 3:59.72 |       |
| 15   | 1       | 3    | Israel        | Keren Siebner (56.04) Zohar Shikler (56.53) Amit Ivry Andrea Murez                                                       | DSQ     | DSQ   |

### Final
Esse foi o resultado da final. 
| Pos.              | Raia | Nacionalidade | Nadadoras | Tempo   | Notas |
| ----------------- | ---- | ------------- | --- | ------- | ----- |
| Medalha de ouro   | 4    | Países Baixos | Maud van der Meer (54.68) Femke Heemskerk (52.80) Marrit Steenbergen (53.82) Ranomi Kromowidjojo (52.50)                 | 3:33.80 |       |
| Medalha de prata  | 5    | Itália        | Silvia Di Pietro (55.00) Erika Ferraioli (54.18) Aglaia Pezzato (55.04) Federica Pellegrini (53.46)                      | 3:37.68 |       |
| Medalha de bronze | 8    | Suécia        | Sarah Sjöström (53.48) Ida Marko-Varga (54.90) Ida Lindborg (54.45) Louise Hansson (55.01)                               | 3:37.84 |       |
| 4                 | 6    | França        | Mathilde Cini (54.82) Cloé Hache (55.08) Anna Santamans (54.66) Charlotte Bonnet (53.73)                                 | 3:38.29 |       |
| 5                 | 3    | Dinamarca     | Pernille Blume (54.26) Julie Kepp Jensen (55.87) Sarah Bro (55.53) Mie Østergaard Nielsen (53.91)                        | 3:39.57 |       |
| 6                 | 2    | Espanha       | Fatima Gallardo Carapeto (55.33) Marta Gonzalez Crivillers (54.52) Patricia Castro (54.92) Lidon Munoz Del Campo (55.87) | 3:40.64 |       |
| 7                 | 7    | Suíça         | Maria Ugolkova (55.07) Sasha Touretski (56.45) Danielle Carmen Villars (55.06) Noemi Girardet (55.18)                    | 3:41.76 |       |
| 8                 | 1    | Finlândia     | Fanny Teijonsalo (56.64) Hanna-Maria Seppälä (55.91) Lotta Nevalainen (55.78) Mimosa Jallow (54.90)                      | 3:43.23 |       |

Legenda
| Recorde mundial       | Recorde mundial (World record)               |                       | Recorde africano                      | Recorde africano (African) |                                           | Q | Classificado por posição (Qualified) |
| Recorde do campeonato | Recorde do campeonato (Championship record)  | Recorde da América    | Recorde da América (Americas)         | q                          | Classificado por melhor tempo (Qualified) |   |                                      |
| Melhor marca do ano   | Melhor marca do ano (World leading)          | Recorde asiático      | Recorde asiático (Asian)              | DNS                        | Não largou (Did not start)                |   |                                      |
| Recorde nacional      | Recorde nacional (National record)           | Recorde europeu       | Recorde europeu (European)            | DNF                        | Não terminou (Did not finish)             |   |                                      |
| Recorde pessoal       | Recorde pessoal do atleta (Personal best)    | Recorde da Oceania    | Recorde da Oceania (Oceania)          | DSQ / DQ                   | Desclassificado (Disqualified)            |   |                                      |
| Recorde da temporada  | Recorde da temporada do atleta (Season best) | Recorde sul-americano | Recorde sul-americano (South America) | NM                         | Sem marca (No mark)                       |   |                                      |